# Volo Air India Express 1344
Il volo Air India Express 1344 è stato un volo passeggeri di linea internazionale da Dubai, negli Emirati Arabi Uniti, a Kozhikode, in India. Il 7 agosto 2020, un Boeing 737-800 operante il volo è uscito di pista durante un secondo tentativo di avvicinamento all'aeroporto di Calicut in pessime condizioni meteorologiche, dopo che durante il primo, qualche minuto prima, era stata effettuata una procedura di mancato avvicinamento e una riattaccata. Dei 190 a bordo, 21 hanno perso la vita e più di 150 sono rimasti feriti, alcuni dei quali in modo grave. Tra le vittime figurano entrambi i piloti. Due feriti sono morti alcuni giorni dopo il ricovero negli ospedali locali. Si tratta del secondo incidente mortale che coinvolge Air India Express, dopo quello di Mangalore del 2010.

## Contesto

### L'aereo
Il velivolo coinvolto era un Boeing 737-800, marche VT-AXH, numero di serie 36323, numero di linea 2108. Volò per la prima volta il 15 novembre 2006 e venne consegnato ad Air India Express il 30 dello stesso mese. Era spinto da 2 motori turboventola CFMI CFM56-7B27. Al momento dell'incidente, l'aereo aveva quasi 14 anni.

### L'equipaggio
Ai comandi dell'aeromobile c'era il tenente colonnello Deepak Vasant Sathe, che prima di unirsi all'Air India Express era stato un pilota collaudatore della Aeronautica militare indiana. Il primo ufficiale era Akhilesh Kumar. Sathe era atterrato con successo all'aeroporto di Calicut almeno 27 volte, di cui più di dieci volte nel 2020. Aveva 10 000 ore di esperienza di volo sul Boeing 737, di cui 6 662 come comandante. Il primo ministro del Maharashtra, Uddhav Thackeray, ha annunciato un funerale di stato per Sathe.

### L'aeroporto
L'aeroporto Internazionale di Calicut a Karipur, Malappuram, è considerato uno degli aeroporti più pericolosi dell'India, secondo la Direzione generale dell'aviazione civile (DGCA). È dotato di una cosiddetta "tabletop runway", ovvero una pista situata sulla cima di un altopiano o di una collina con una o entrambe le estremità adiacenti a un ripido precipizio. La DGCA ha designato l'aeroporto di Calicut come "aeroporto critico", il che significa che solo il comandante (e non il primo ufficiale) può eseguirvi decolli e atterraggi. L'Airports Authority of India afferma che l'aeroporto è autorizzato all'uso in tutte le condizioni meteorologiche secondo le regole del volo strumentale, ma che i piloti che operano voli da e per l'aeroporto di Calicut (sia di giorno che di notte) dovrebbero avere un numero sufficiente di ore di volo notturne per gestire le condizioni di pericolo.
Il comandante Mohan Ranganathan, membro di un comitato consultivo per la sicurezza del Ministero dell'aviazione civile, ha dichiarato nel 2011 che l'aeroporto di Calicut non era sicuro. Ha raccomandato di non utilizzare tale aeroporto in condizioni di maltempo. Ha osservato che l'aeroporto ha una pista con una ripida discesa da un terzo della pista 10 e "zone cuscinetto" inadeguate, riferendosi alle aree di sicurezza di fine pista (RESA) a entrambe le estremità della pista. Invece di un'area di sicurezza raccomandata di 790 piedi (240 m), ne aveva solo 300 piedi (91 m). La larghezza della pista è solo la metà di quella minima richiesta dalle normative vigenti, con una zona cuscinetto molto ridotta su entrambi i lati, mentre la larghezza raccomandata è di 490 piedi (150 m). L'aeroporto di Calicut è inoltre sprovvisto di un sistema EMAS, che avrebbe potuto evitare l'incidente. Erano inoltre presenti pesanti depositi di gomma sulla pista. La direzione dell'aeroporto di Calicut ha ignorato diversi avvertimenti sulle condizioni pericolose dell'aeroporto, che si manifestano soprattutto in condizioni di maltempo. Molte compagnie aeree internazionali avevano già smesso da tempo di atterrare a Calicut. Ranganathan ha dichiarato: "Gli avvertimenti sono stati ignorati... a mio parere, non si tratta di un incidente ma di un omicidio. I loro stessi audit avevano segnalato problemi di sicurezza".
Le condizioni dell'aeroporto di Calicut sono state oggetto di indagine nel 2019, a seguito di un tailstrike durante l'atterraggio di un aereo della Air India Express. L'indagine ha rivelato diversi rischi per la sicurezza, tra cui molteplici crepe nella pista, pozze d'acqua stagnante ed eccessivi depositi di gomma. Nel luglio 2019, la DGCA ha emesso un avviso di garanzia al direttore dell'aeroporto di Calicut a causa di questi pericoli.

## L'incidente
Il volo è decollato dall'aeroporto Internazionale di Dubai il 7 agosto 2020 alle 18:14 IST (7 agosto 2020, 13:14 UTC) e l'arrivo previsto all'aeroporto di Calicut a Kozhikode, Kerala, era alle 19:40 IST come parte della Missione Vande Bharat, destinata a evacuare gli indiani che erano rimasti bloccati all'estero a causa della pandemia COVID-19.
L'aereo, arrivato in orario alla destinazione, era in avvicinamento alla pista 28, quella attiva in quelle ore, ma ha interrotto l'atterraggio e ha riattaccato a causa del vento in coda e della scarsa visibilità; i piloti hanno quindi richiesto e sono stati autorizzati dalla torre di controllo a poter provare nuovamente ad atterrare, questa volta sulla pista 10.
A causa di un monsone presente in Kerala, sia le condizioni meteorologiche che la visibilità erano molto scarse (quest'ultima era di circa 2000 m). Nel secondo tentativo di atterraggio, l'aereo ha toccato la superficie 1000 m oltre l'inizio della pista, che è lunga in totale circa 2700 m, non riuscendo a fermarsi prima della fine e scivolando lungo un pendio, finendo in una gola e spezzandosi in due sezioni all'impatto. Non è stato segnalato alcun incendio post-incidente.
La polizia e i vigili del fuoco locali sono stati impiegati per le operazioni di soccorso iniziali. Successivamente, il Ministro dell'Interno Amit Shah ha incaricato la National Disaster Response Force (NDRF) di dirigere le operazioni. Squadre di pronto intervento, squadre "GO" (assistenza psicologica) e squadre di assistenza speciale di Air India Express sono state inviate sul luogo dell'incidente da Cochin, Mumbai e Delhi. Le vittime sono state curate in vari ospedali di Calicut.
L'incidente è simile all'uscita di pista del volo Air India Express 812 avvenuta il 22 maggio 2010 all'aeroporto internazionale di Mangalore, nel quale persero la vita 158 persone.

## Le indagini
Il Directorate General of Civil Aviation (DGCA) ha avviato un'indagine sull'incidente. Anche il Aircraft Accident Investigation Bureau (AAIB) ha aperto un'inchiesta. Sia il registratore dei dati di volo che il registratore vocale della cabina di pilotaggio sono stati recuperati dal relitto il giorno dopo l'incidente. Boeing ha inviato una sua squadra investigativa per esaminare i detriti dell'aereo in cerca di eventuali i difetti e per assistere nelle indagini.
I primi risultati indicavano che al momento dell'atterraggio il vento in coda era di circa 9 nodi (17 km/h). L'aereo viaggiava a 176 nodi (326 km/h) ad un'altitudine di circa 450 piedi (140 m) sopra la superficie della pista 10, velocità considerata non ideale per il tratto finale in condizioni meteorologiche avverse. Si è scoperto che le manette erano completamente in avanti (posizione di decollo o riattaccata) e gli spoiler erano retratti, il che indica che i piloti potrebbero aver tentato una riattaccata. Il vento in coda, i depositi di gomma e la pista bagnata, che hanno influito sulle prestazioni di frenata dell'aeromobile, sono stati fattori contribuenti all'incidente. Il ministro dell'Aviazione Civile, Hardeep Puri, in una conferenza stampa a Kozhikode l'8 agosto, ha affermato che a bordo c'era carburante sufficiente perché l'aereo volasse verso un aeroporto alternato. La possibilità di un errore del pilota come causa dell'incidente è stata suggerita da Arun Kumar del DGCA.

### Aircraft Accident Investigation Bureau (AAIB)
Il team della AAIB giunto a Kozhikode ha indagato sull'incidente con l'assistenza dei funzionari dell'Autorità aeroportuale indiana, del controllo del traffico aereo, del personale di terra, del CISF, della squadra antincendio e delle squadre di soccorso. Sono state trovate prove di ristagno di acqua sulla pista al momento dell'atterraggio. È stato inoltre verificato se l'ATC fosse a conoscenza di tale condizione e se i piloti avessero rispettato le regole. Il National Transportation Safety Board (NTSB) degli Stati Uniti ha inviato un membro per assistere l'AAIB.
Il 13 agosto, l'AAIB ha istituito una commissione di cinque membri e la relazione finale sarebbe stata presentata nel gennaio 2021. La commissione, guidata dal comandante S.S. Chahar, ex esaminatore designato del Boeing 737 Next Generation, avrebbe dovuto fornire raccomandazioni per evitare incidenti simili in futuro. Il ministero dell'aviazione civile ha citato i ritardi dovuti alla pandemia di COVID-19 e ha concesso una proroga di due mesi all'AAIB per presentare la bozza del rapporto finale di indagine sull'incidente.
Il rapporto è stato infine pubblicato l'11 settembre 2021, dove si afferma che la probabile causa dell'incidente è stata "la mancata osservanza delle procedure operative standard da parte del pilota ai comandi dell'aereo". Il pilota in comando non ha effettuato una riattaccata nonostante la richiesta del copilota, che ha però omesso di prendere i comandi.

## Conseguenze

### Risarcimenti
Il governo dell'India e il governo del Kerala hanno annunciato un risarcimento provvisorio di ₹ 10 lakh (US $ 14 000) per le famiglie di vittime di età superiore ai 12 anni, ₹ 5 lakh (US $ 7 000) per i minori di 12 anni, ₹ 2 lakh (US $ 2 800) per feriti gravi e ₹ 50 000 (US $ 700) per coloro che hanno subito ferite lievi. È stato anche annunciato che le spese mediche dei feriti saranno a carico del governo statale.
Air India Express ha completato l'erogazione del risarcimento provvisorio a tutti i passeggeri e ai parenti stretti dei passeggeri deceduti subito dopo l'incidente. Un risarcimento provvisorio di ₹10 lakh (13.000 dollari) è stato versato ai parenti più stretti di 15 passeggeri deceduti di età superiore ai 12 anni, di ₹5 lakh (6.300 dollari) ai parenti più stretti di 4 passeggeri deceduti di età inferiore ai 12 anni, 2 lakh (2.500 dollari) a 92 passeggeri e 2 membri dell'equipaggio rimasti gravemente feriti, e 50.000 rupie (630 dollari) a 73 passeggeri che hanno riportato ferite minori.

### COVID-19
Due passeggeri sono stati testati positivi al COVID-19. Per controllare la diffusione tra gli altri passeggeri e il personale di soccorso, la Central Industrial Security Force (CISF) e il Kerala Health Department hanno chiesto loro di sottoporsi a test e quarantena. Una settimana dopo, 24 soccorritori coinvolti nelle operazioni di soccorso sono risultati positivi al test.

### Aerei a fusoliera larga
Poco dopo l'incidente, le operazioni degli aerei a fusoliera larga a Kozhikode sono state sospese. Di conseguenza, Etihad e Saudia hanno interrotto i loro servizi per Calicut.

## Nella cultura di massa
Vande Bharat Flight IX 1344: Hope to Survival è un documentario originale di Discovery+ del 2021 basato sull'incidente. Il documentario, della durata di 45 minuti, crea simulazioni grafiche dell'incidente.